# 김경수 (법조인)
김경수(金敬洙, 1960년 6월 20일  ~)는 제46대 대구고등검찰청 검사장을 역임한 법조인이다.

## 생애
1960년 경상남도 진주시에서 태어나 1979년 진주고등학교와 1985년 연세대학교법학과를 졸업하고 1985년 제27회 사법시험에서 합격하였다.
매크로 기계를 이용한 인터넷 여론 조작 혐의를 받았던 동명이인 김경수 경상남도지사의 변호인으로 선임되었다.

## 경력
- 1985년 제27회 사법시험 합격
- ~ 1988년 제17기 사법연수원 수료
- 1988년 춘천지방검찰청 검사
- 1990년 대전지방검찰청 천안지청 검사
- 1991년 서울지방검찰청 북부지청 검사
- 1994년 부산지방검찰청 검사
- 1996년 서울지방검찰청 검사
- 1999년 수원지방검찰청 검사
- 2000년 대전고등검찰청 검사
- 2000년 창원지방검찰청 거창지청장
- 2003년 법무부 검찰3과장
- 2004년 서울서부지방검찰청 형사5부 부장검사
- 2005년 서울중앙지방검찰청 특수2부장검사
- 2007년 대검찰청 홍보기획관, 대변인
- 2008년 수원지방검찰청 2차장검사
- 2009년 인천지방검찰청 1차장검사
- 2009년 8월 부산지방검찰청 1차장검사
- 2010년 7월 서울고등검찰청 형사부 부장검사
- 2011년 8월 서울고등검찰청 차장검사
- 2012년 7월 18일 ~ 2012년 12월 5일 제58대 전주지방검찰청 검사장
- 2012년 12월 ~ 2013년 4월 대검찰청 중앙수사부장
- 2013년 4월 10일 ~ 2013년 12월 23일 제21대 대전고등검찰청 검사장  (대검찰청 공인전문검사 인증심사위원장)
- 2013년 12월 24일 ~ 2015년 2월 10일 제27대 부산고등검찰청 검사장 (대검찰청 공인전문검사 인증심사위원장)
- 2014년 ~ 현재 재단법인 아가페(소망교도소 운영) 이사
- 2015년 2월 11일 ~ 2015년 12월 23일 제46대 대구고등검찰청 검사장
- 2015년 12월 퇴임/ 변호사 개업
- 변호사김경수법률사무소
- 2016년 ~ 현재 법률신문 편집위원
- 2017년 ~ 2023년 (주)만도 사외이사
- 2017년 ~ 현재 KBS 보도자문 변호사
- 2017년 ~ 현재 연세대학교 총동문회 상임부회장
- 2018년 ~ 2019년 연합뉴스 수용자권익위원회 위원
- 2018년 ~ 2021년 한국법무보호복지공단 이사
- 2019년 ~ 2023년 연세대학교 법과대학·법학전문대학원 동창회장
- 2019년 ~ 현재 법무법인 율촌(유) 파트너 변호사
- 2020년 ~ 현재	한화에너지(주) 사외이사
- 2021년 ~ 2022년 동아일보 객원논설위원
- 2021년 ~ 현재	서울시행정심판위원회 주재위원
- 2022년 ~ 현재	학교법인 연세대학교 교원징계위원